# 齡期

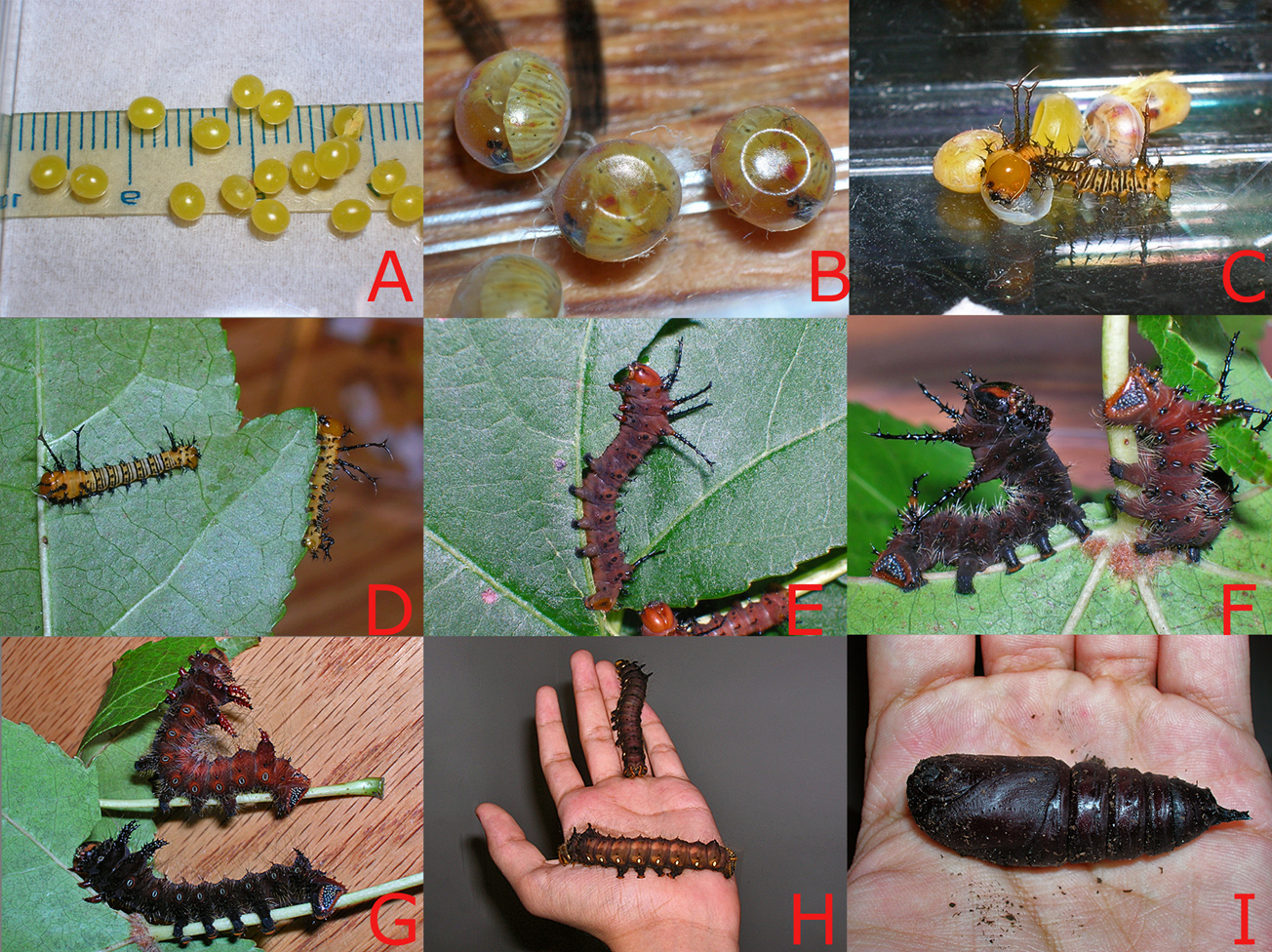
帝皇蛾從卵到蛹的發育，其中可見其不同的齡期

齡期（英文：instar, i/ˈɪnstɑːr/）是節肢動物（例如昆蟲）在兩次蛻皮之間的發展階段。個體每次蛻皮後，即進入下一個齡期，直到其性成熟為止。節肢動物在成長為新型態時，都必須脫去舊有的外骨骼。不同齡期的個體在身體比例、顏色、圖案、體節數量、頭部寬度等方面，往往有明顯差異。節肢動物幼蟲蛻皮後，其週期會延續下去，直到化蛹或再次蛻皮。
一物種的齡期有多少，通常是恆定的；但也有如槐葉萍蛀莖蛾這種例外：其齡期會受幼蟲時期的營養狀況影響。部份節肢動物會在性成熟後繼續蛻皮，但這時候的蛻皮，通常不視作齡期。
多數情況下，「齡期」對完全變態昆蟲來說，是指幼蟲階段；對不完全變態昆蟲來說，則是指若蟲形態。齡期的英文「instar」，甚至可以指包括蛹或成蟲的任何發育階段。但在中文，「齡期」是特指完全變態的幼蟲、與不完全變態的若蟲階段。

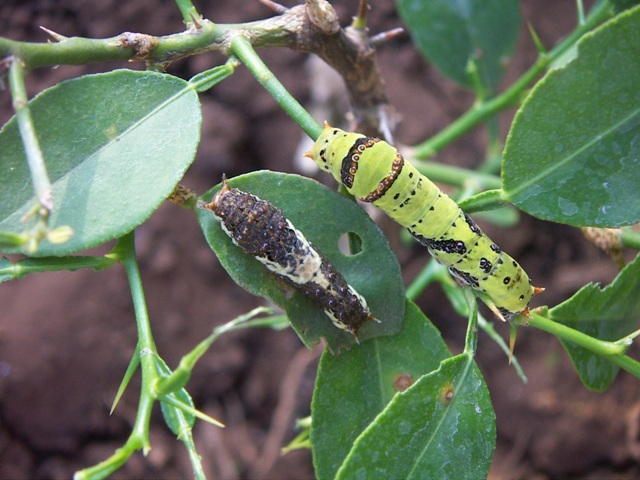
兩隻處於不同齡期的玉帶鳳蝶幼蟲

昆蟲要經歷多少齡期，會視物種與環境而定。這也是許多鱗翅目的情形；但在某些昆蟲目中，齡期有多少是恆定的。具體實例有雙翅目和膜翅目等。昆蟲的齡期數量與發育速度，並無直接關聯。比方說，環境條件可能會顯著影響個體的發育速度，但對齡期沒有影響；而低溫與乾燥的環境，通常會減緩發育速度、影響昆蟲的蛻皮次數。實例包含鱗翅目的菸芽夜蛾。另一方面，根據科學家對蠊卵旗腹蜂與紅火蟻的觀察，溫度會影響膜翅目昆蟲的發育速度，但不影響其齡期或幼蟲形態。近期有多項研究，在探討螞蟻幼蟲有多少齡期。到目前為止，這些研究並未發現齡期會隨溫度變化。